# Nyala Baijens
Nyala Baijens (* 25. September 2001 in Zoetermeer, geborene Nyala Krullaars) ist eine niederländische Handballspielerin, die in der Handball Bundesliga Frauen für die HSG Bensheim/Auerbach spielt.

## Karriere
Nyala Baijens gewann mit der niederländischen U19-Nationalmannschaft Silber bei der U19-Europameisterschaft 2019. Im selben Jahr wechselte sie zum dänischen Erstligisten København Håndbold. Nach einem Kreuzbandriss in der Saisonvorbereitung 2020 gehörte sie in der Saison 2021/22 auf Leihbasis dem Kader des dänischen Zweitligisten EH Aalborg an. Im Februar 2024 wechselte sie zum Buxtehuder SV. In der Saison 2024/25 lief sie für das französische Team Stella Saint-Maur Handball auf. Zur Saison 2025/26 kehrte sie nach Deutschland zurück, steht seit dem 1. Juli 2025 beim Erstligisten HSG Bensheim/Auerbach unter Vertrag.

## Privat
Sie ist seit 21. Juni 2025 mit dem niederländischen Handballprofi Dani Baijens verheiratet, mit dem sie seit 2016 liiert ist, mit dem sie in Heidelberg wohnt und der seit der Saison 2025/26 bei den Rhein-Neckar-Löwen in der Handball-Bundesliga unter Vertrag steht. Nyala Baijens arbeitet neben dem Handball als selbstständige Online-Ernährungsberaterin.